# Garcinia polyneura
Garcinia polyneura är en tvåhjärtbladig växtart som först beskrevs av Ignatz Urban, och fick sitt nu gällande namn av A. Borhidi. Garcinia polyneura ingår i släktet Garcinia och familjen Clusiaceae. Inga underarter finns listade i Catalogue of Life.